# Rolls-Royce Phantom (2003)
Rolls-Royce Phantom — люксові седани, що представлені з 2003 р. і прийшли на заміну автомобілям Rolls-Royce Silver Seraph.

## Rolls-Royce Phantom Series I (2003-2012)

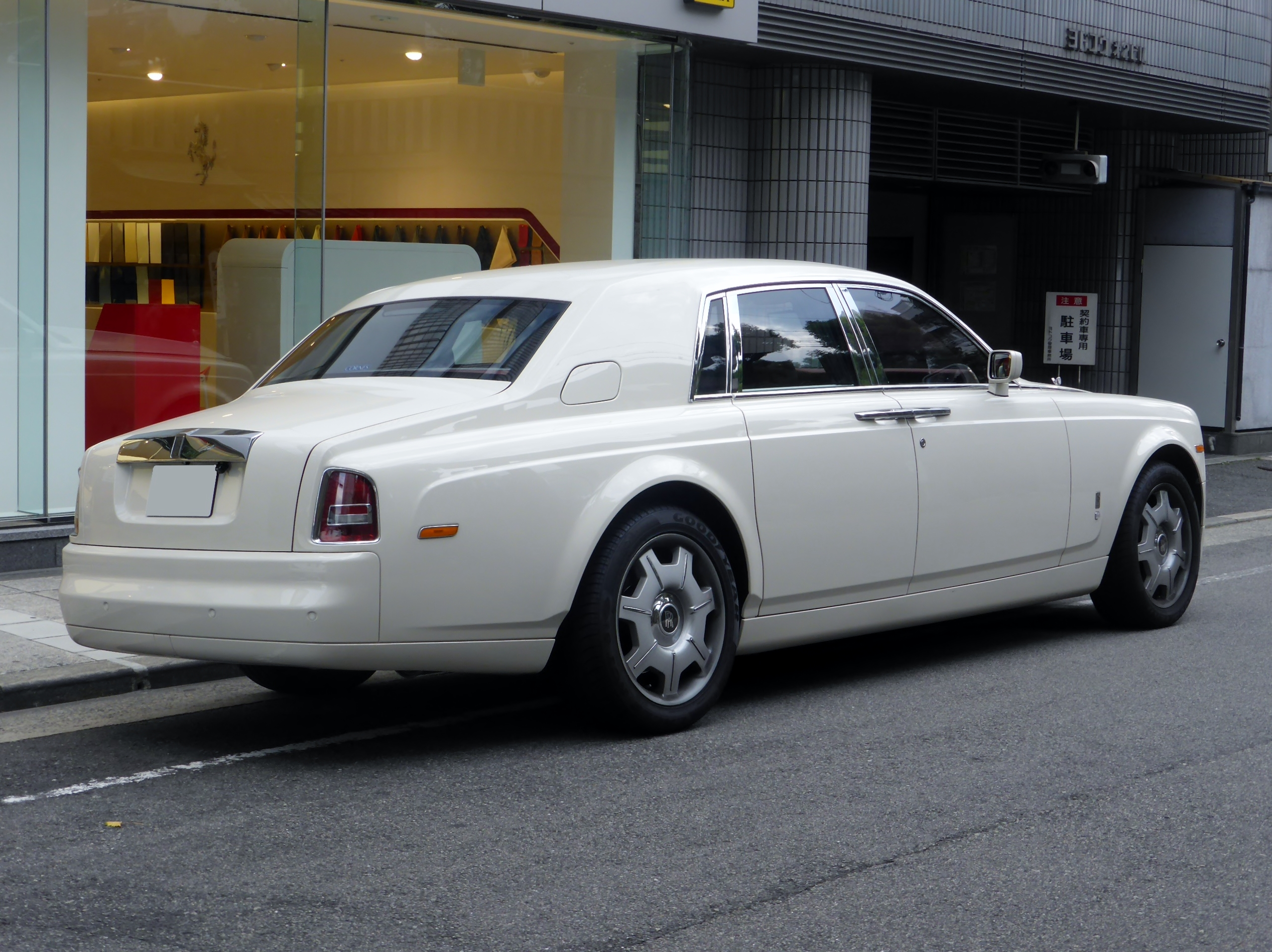
Rolls Royce Phantom Series I

Rolls-Royce Phantom є флагманською моделюю компанії Rolls-Royce, яка конкурує з Bentley Mulsanne і Maybach 57 і 62.
Спеціально для цієї моделі була розроблена нова платформа.
Phantom з подовженою колісною базою був представлений у березні 2005 року на Женевському автосалоні, його довжина на 250 мм більша ніж у стандартного Phantom. В даний час вона називається Extended Wheelbase (або EWB).

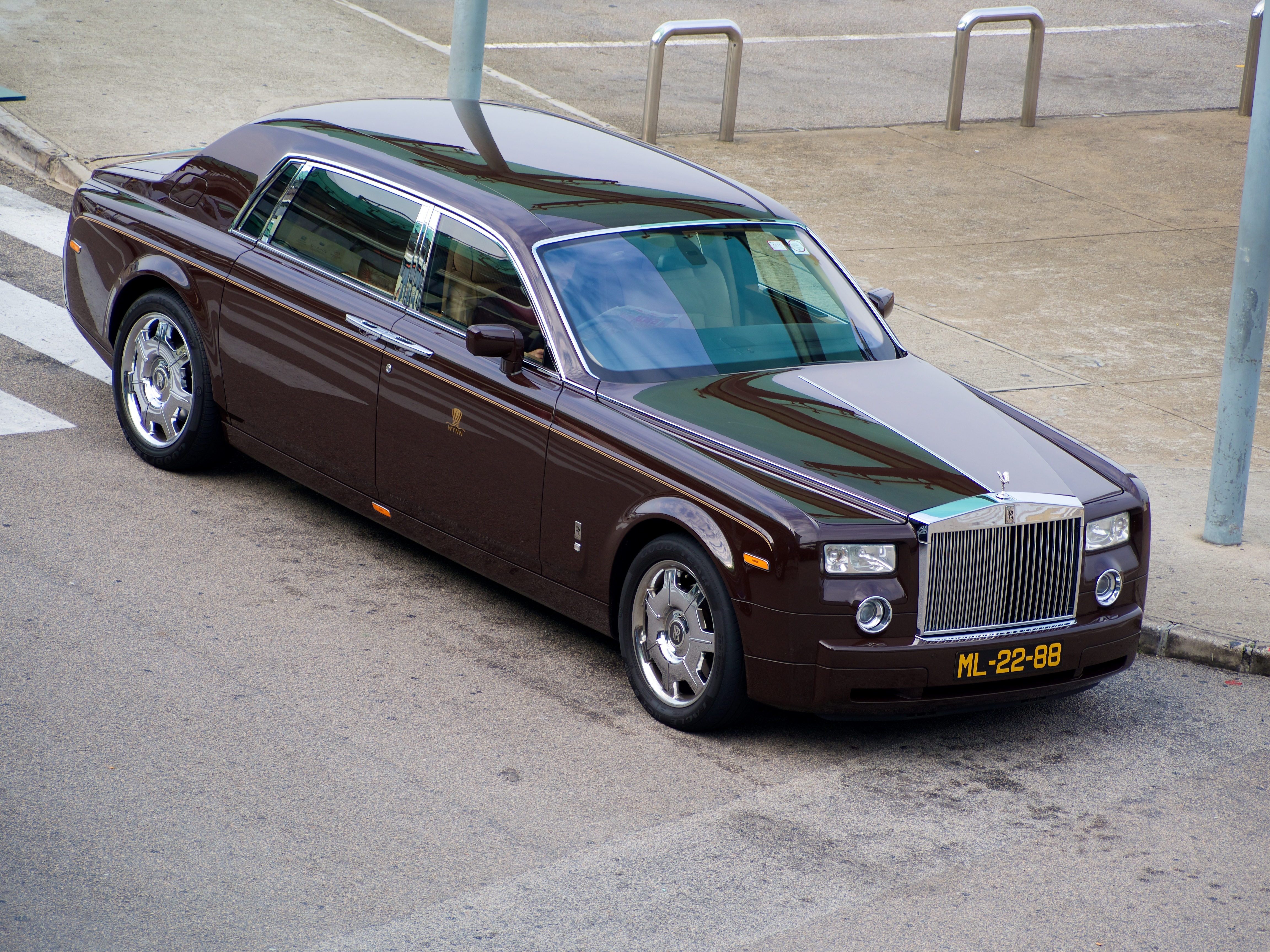
Rolls-Royce Phantom EWB
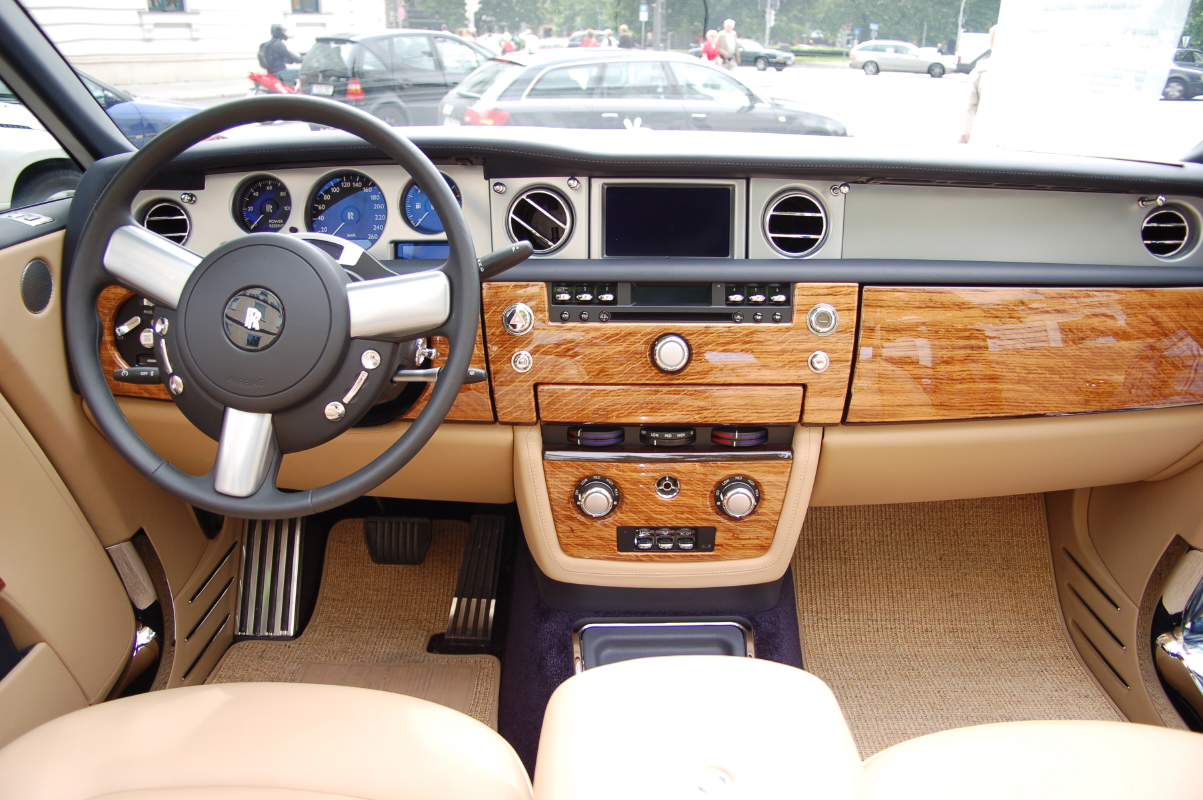
Салон Rolls-Royce Phantom

### Drophead Coupé і Coupé

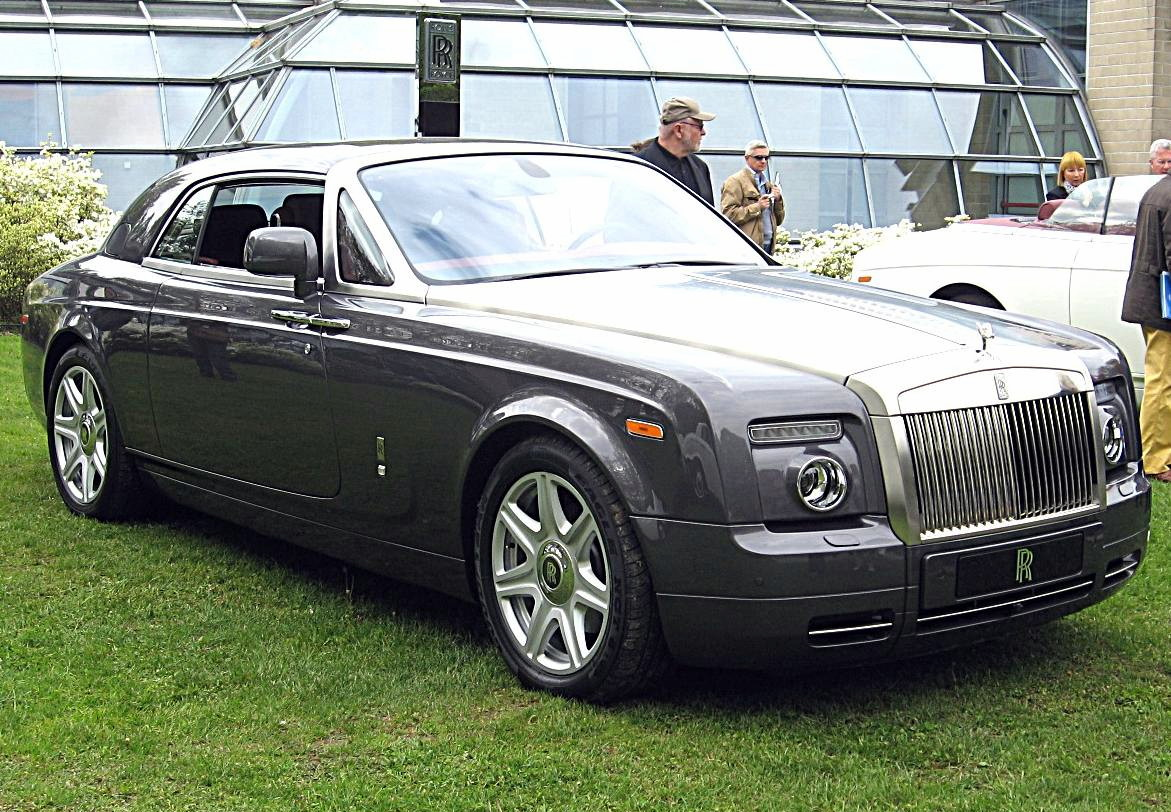
Rolls-Royce Phantom Coupé

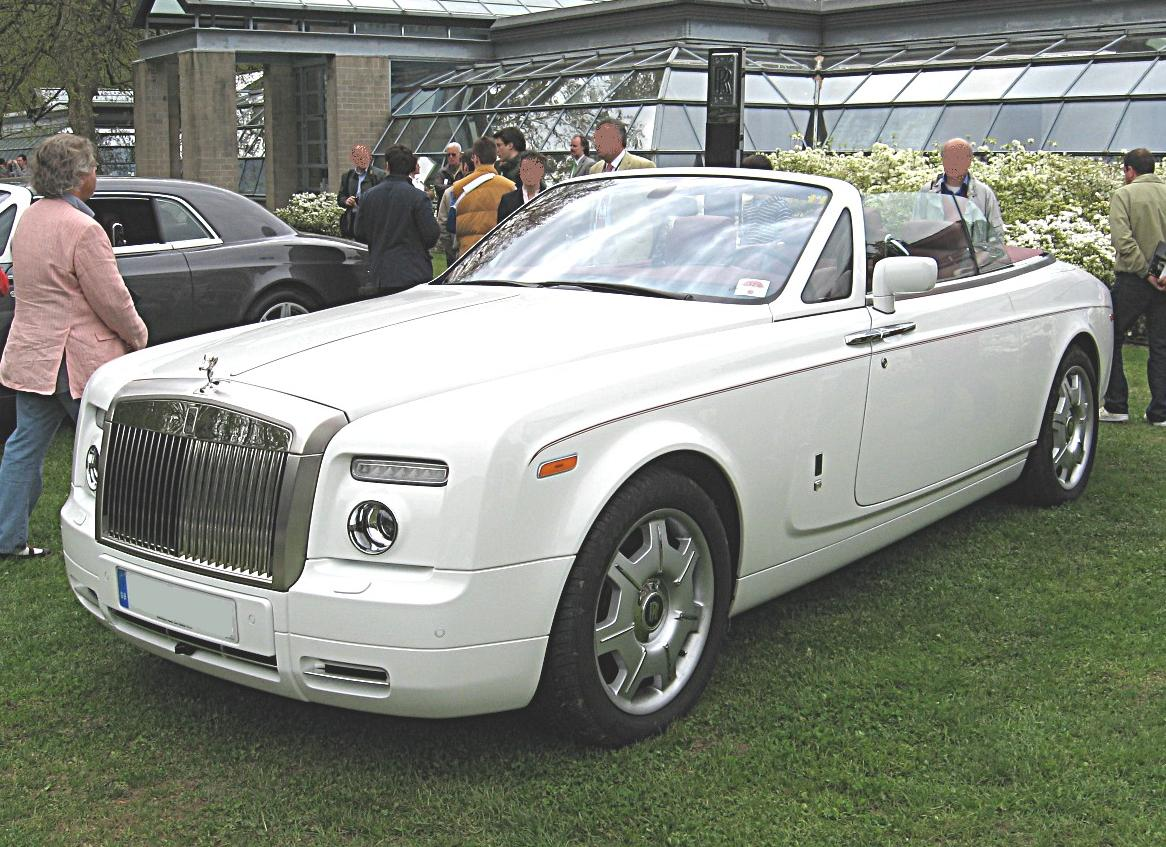
Rolls-Royce Phantom Drophead Coupé

Rolls-Royce Phantom Drophead Coupé — кабріолет виробництва Rolls-Royce, який дебютував 7 січня 2007 року на Північноамериканському міжнародному автосалоні в Детройті. Платформа взята від Rolls-Royce Phantom, а дизайн взятий від концепт-кара 100EX створеного з нагоди сторіччя компанії в 2004 році. 
Rolls-Royce Phantom Coupé — розкішне купе виробництва Rolls-Royce, який дебютував 6 березня 2008 року на Женевському міжнародному автосалоні в Женеві (Швейцарія). Платформа взята від Rolls-Royce Phantom, а дизайн від концепт-кара 100EX.

### Технічні характеристики
| Модель                                                             | Phantom | Phantom з подовженою базою (EWB)                                                                                              | |
| ------------------------------------------------------------------ | --- | --- | --- |
| Двигун:                                                            | 12-Zylinder-V-Ottomotor (Viertakt), Gabelwinkel 60°                                                                           | 12-Zylinder-V-Ottomotor (Viertakt), Gabelwinkel 60°                                                                           | 12-Zylinder-V-Ottomotor (Viertakt), Gabelwinkel 60°                                                                           |
| Hubraum:                                                           | 6749 см³ | 6749 см³ | 6749 см³ |
| Bohrung x Hub:                                                     | 92 x 84,6 мм | 92 x 84,6 мм | 92 x 84,6 мм |
| Leistung bei 1/min:                                                | 338 кВт (460 к.с.) bei 5350                                                                                                   | 338 кВт (460 к.с.) bei 5350                                                                                                   | 338 кВт (460 к.с.) bei 5350                                                                                                   |
| Max. Drehmoment bei 1/min:                                         | 720 Нм при 3500 | 720 Нм при 3500 | 720 Нм при 3500 |
| Verdichtung:                                                       | 11:1 | 11:1 | 11:1 |
| Gemischaufbereitung:                                               | Direkteinspritzung | Direkteinspritzung | Direkteinspritzung |
| Ventilsteuerung:                                                   | DOHC, Kette, Valvetronic, Doppel-VANOS                                                                                        | DOHC, Kette, Valvetronic, Doppel-VANOS                                                                                        | DOHC, Kette, Valvetronic, Doppel-VANOS                                                                                        |
| Kühlung:                                                           | Wasserkühlung | Wasserkühlung | Wasserkühlung |
| Getriebe:                                                          | ZF-Sechsgang-Automatik Hinterradantrieb                                                                                       | ZF-Sechsgang-Automatik Hinterradantrieb                                                                                       | ZF-Sechsgang-Automatik Hinterradantrieb                                                                                       |
| Radaufhängung vorn:                                                | Obere Dreiecklenker, untere Querlenker, Diagonal-Zugstreben, Luftfederung                                                     | Obere Dreiecklenker, untere Querlenker, Diagonal-Zugstreben, Luftfederung                                                     | Obere Dreiecklenker, untere Querlenker, Diagonal-Zugstreben, Luftfederung                                                     |
| Radaufhängung hinten:                                              | Untere Vierpunktlenker, obere Quer- und Schräglenker, Luftfederung, autom. Niveauregulierung, elektronisch geregelte Dämpfung | Untere Vierpunktlenker, obere Quer- und Schräglenker, Luftfederung, autom. Niveauregulierung, elektronisch geregelte Dämpfung | Untere Vierpunktlenker, obere Quer- und Schräglenker, Luftfederung, autom. Niveauregulierung, elektronisch geregelte Dämpfung |
| Bremsen:                                                           | Innenbelüftete Scheibenbremsen rundum (Durchmesser v/h 37,4/37 cm), Servo, ABS                                                | Innenbelüftete Scheibenbremsen rundum (Durchmesser v/h 37,4/37 cm), Servo, ABS                                                | Innenbelüftete Scheibenbremsen rundum (Durchmesser v/h 37,4/37 cm), Servo, ABS                                                |
| Lenkung:                                                           | Zahnstangenlenkung, servounterstützt                                                                                          | Zahnstangenlenkung, servounterstützt                                                                                          | Zahnstangenlenkung, servounterstützt                                                                                          |
| Karosserie:                                                        | Leichtmetall (Space Frame-Struktur), selbsttragend, mit Hilfsrahmen                                                           | Leichtmetall (Space Frame-Struktur), selbsttragend, mit Hilfsrahmen                                                           | Leichtmetall (Space Frame-Struktur), selbsttragend, mit Hilfsrahmen                                                           |
| Spurweite vorn/hinten:                                             | 1685/1670 мм | 1685/1670 мм | 1685/1670 мм |
| Radstand:                                                          | 3570 мм | 3820 мм | |
| Abmessungen:                                                       | 5835 x 1990 x 1630 мм | 6085 x 1990 x 1630 мм | |
| Leergewicht:                                                       | 2495 кг | 2670 кг | |
| Höchstgeschwindigkeit:                                             | 240 км/год (обмежена електронікою)                                                                                            | 240 км/год (обмежена електронікою)                                                                                            | 240 км/год (обмежена електронікою)                                                                                            |
| 0–100 km/h:                                                        | 5,9 с | 6,1 с | |
| Kraftstoffverbrauch (nach EWG-Richtlinie, kombiniert in l/100 km): | 16,0 Super Plus | 16,0 Super Plus | 16,0 Super Plus |
| Ціна (SFr):                                                        | 609.800 (2007) | 721.500 (2007) | |
| Ціна (Euro):                                                       | 397.460 (2008) | 470.050 (2008) | |

## Rolls-Royce Phantom Series II (2012-2017)

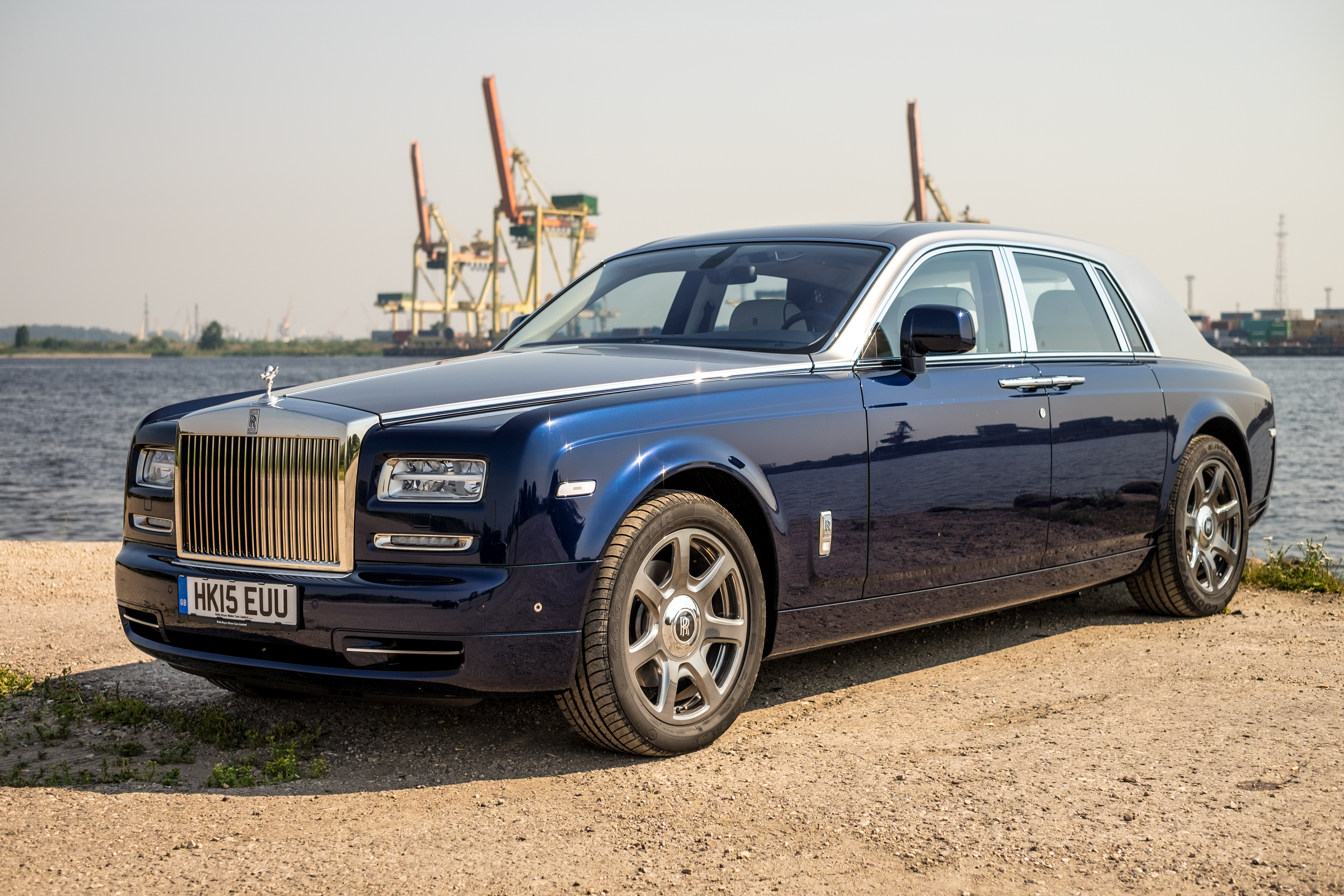
Rolls-Royce Phantom Series II

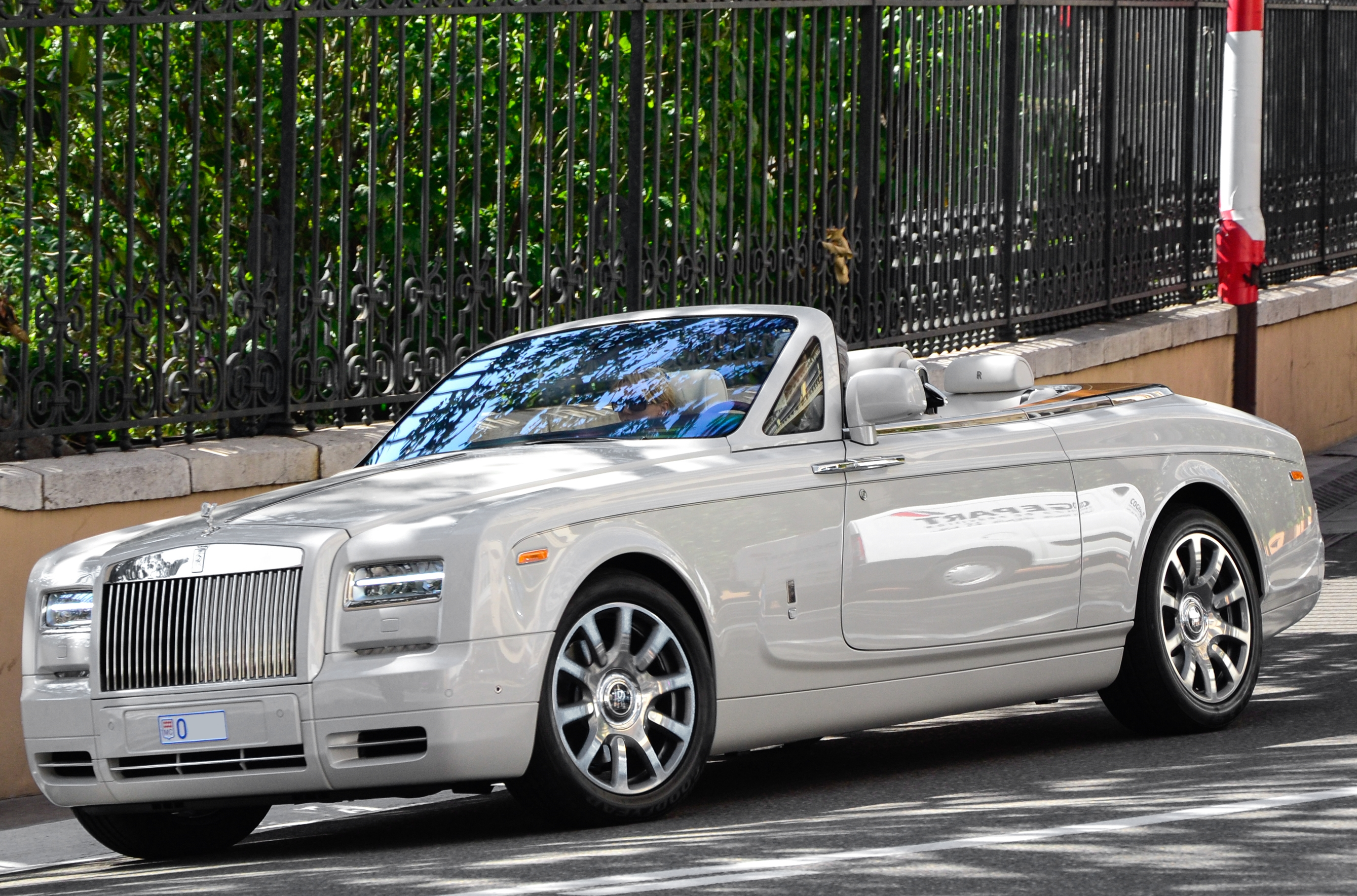
Rolls-Royce Phantom Drophead Coupé Series II

У травні 2012 року компанія Rolls Royce оголосила про початок виробництва автомобілів Phantom серії 2. Серія 2 буде мати ряд оновлених і вдосконалених функцій, у тому числі:
- Замінені фари головного світла і додаткові нижні круглі фари на прямокутні світлодіодні
- Цілісна штампована решітка радіатора
- Новий дизайн колісних дисків
- Новий побічних знаком дизайну
- Розширено хромовані деталі навколо бічного скла
- Перероблений задній бампер
- Комплексна деталізація вихлопних газів
- Спрощена панель, включаючи збільшений 8 дюймів (200 мм) світлодіодний екран
- Удосконалення систем поворотного контролера, за рахунок використання системи, використовуваної на Ghost
- Спрощений дизайн сидінь
- Покращено системи аудіо, телекомунікацій і зв'язку
- Нова 8-ступінчата коробка передач

Автомобіль був представлений в 2012 році на автосалоні в Женеві, в Куала-Лумпур та Гонконзі.
Салон автомобіля дуже ергономічний і просторий. Сидіння водія розташовано як в Land Rover Discovery з просто величезною кількістю місця для голови і ніг. Огляд через лобове скло автомобіля хороший. Стиль Фантома був придуманий в Англії, а втілений в життя в Німеччині, компанією BMW, - що робить автомобіль одним з найкращих. Матеріали салону і аромат класичні. Салон обшитий високоякісною шкірою. Автомобіль оснащений системою iDrive, включаючи: передні і задні камери, 8,8-дюймовий дисплей 3D навігації. Phantom оснащений задніми дверима на шарнірах, щоб спростити посадку і висадку пасажирів. Заднє сидіння може з комфортом розмістити двох чоловік.

## Виробництво
- 2004: 792
- 2005: 796
- 2006: 806
- 2007: 757
- 2008: 644
- 2009: 376

Всього виготовлено 4915 штук.

## Виноски
1. ↑  Архівована копія. Архів оригіналу за 11 серпня 2010. Процитовано 3 грудня 2009.{{cite web}}:  Обслуговування CS1: Сторінки з текстом «archived copy» як значення параметру title (посилання)
2. ↑  Как мы тестировали Rolls-Royce Phantom. automoto.ua. Архів оригіналу за 16 вересня 2016. Процитовано 15 вересня 2016.